# Mahonia pospolita
Mahonia pospolita, mahonia ostrolistna, ościał pospolity (Mahonia aquifolium (Pursh) Nutt.) – gatunek krzewu należący do rodziny berberysowatych. Pochodzi z zachodniej części Ameryki Północnej. Zadomowiony i często uważany za inwazyjny w różnych częściach Europy. W Polsce gatunek często uprawiany, dziczejący i lokalnie zadomowiony (kenofit), zaliczany również do grupy gatunków potencjalnie inwazyjnych, których ekspansja na terenie kraju jest możliwa w przyszłości.

## Morfologia

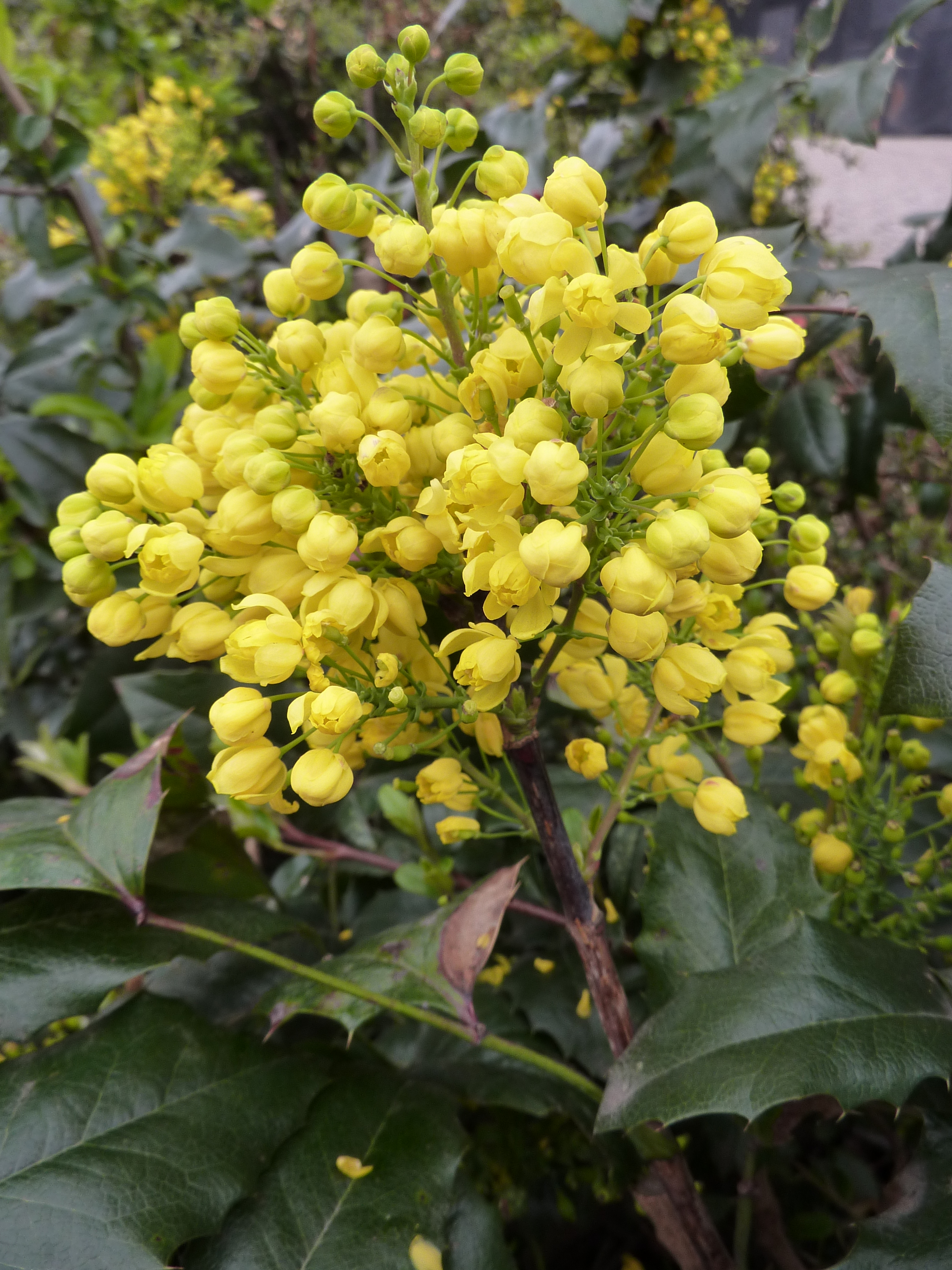
Kwiatostan

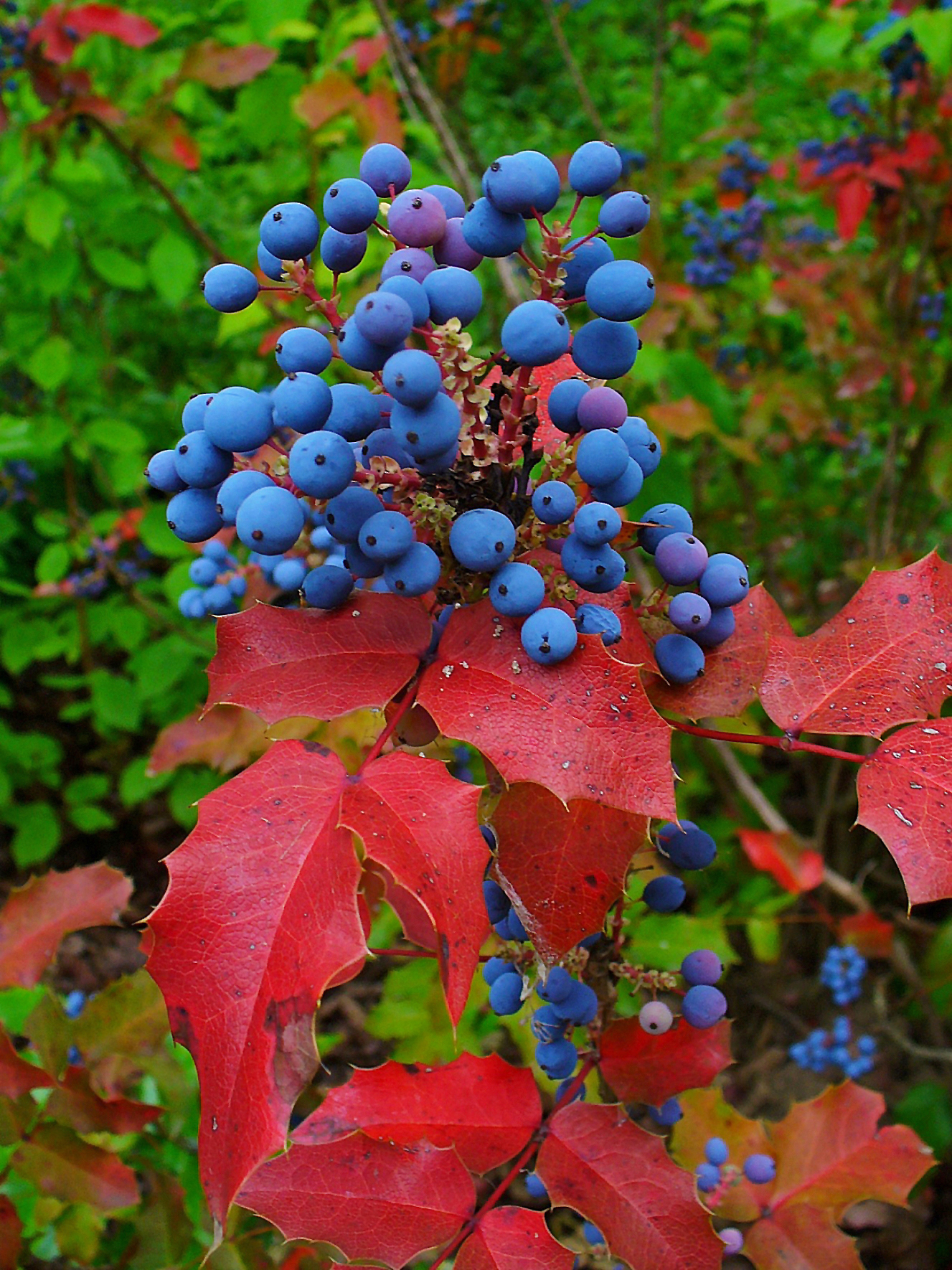
Owoce

PokrójWiecznie zielony krzew o wysokości 50–150 cm.
LiścieTwarde, skórzaste, nieparzystopierzaste z 5–9 zatokowymi, kolczasto ząbkowanymi listkami. Z wierzchu ciemnozielone, od spodu jasnozielone, za młodu niekiedy czerwonawe.
KwiatyZłotożółte z sześcioma płatkami korony, zebrane w wyprostowane, wiechowate kwiatostany, długości 5–8 cm. Nitki pręcików są wrażliwe na dotyk. Poruszone - zginają się szybko w kierunku szyjki, by po krótkim czasie powrócić do stanu wyjściowego. Kwitnie w kwietniu i maju.
OwoceJagody – początkowo zielone, później niebieskie.

## Zastosowanie
- Roślina uprawiana jako roślina ozdobna.
- Sztuka kulinarna: Indianie w obszarze rodzimego występowania gatunku spożywali czasem jagody świeże, suszone lub w przetworach. Mają kwaskowaty smak[5].
- Roślina barwierska: Dawniej używano kwiatów mahonii jako środka w barwiarstwie, gdyż nadawały tkaninie złotożółtą barwę[potrzebny przypis].

## Uprawa
Roślina bardzo łatwo się adaptuje, zwłaszcza w miejscach zakrzewionych. Wymaga gleby żyznej, umiarkowanie wilgotnej, ubogiej w wapń, o odczynie pH od kwaśnego do obojętnego. Roślina dobrze rośnie w miejscach zacienionych np. pod drzewami.